# Хасделл, Ли
Ли Ха́сделл (англ. Lee Hasdell; 13 декабря 1966, Нортгемптон) — английский кикбоксер и боец смешанного стиля, представитель полутяжёлой весовой категории. Выступал на профессиональном уровне в период 1989—2007 годов, известен по участию в турнирах таких бойцовских организаций как К-1, Fighting Network Rings, Cage Rage и др. Организатор и промоутер бойцовских турниров.

## Биография
Ли Хасделл родился 13 декабря 1966 года в городе Нортгемптон, графство Нортгемптоншир. Активно заниматься единоборствами начал в возрасте двенадцати лет, под руководством тренера Морриса Янга освоил тхэквондо и стал чемпионом Европы среди тяжеловесов в полноконтактной дисциплине. Позже практиковал бокс и карате, выиграл несколько турниров регионального значения. В 1985 году, когда ему было 18, увлёкся тайским боксом и кикбоксингом. Для прохождения дальнейшей подготовки в 1987 году переехал на постоянное жительство в Милтон-Кинс.

### Кикбоксинг и тайский бокс
Начиная с 1989 года Хасделл выступал в кикбоксинге на профессиональном уровне — его карьера складывалась довольно успешно, он побеждал на различных национальных турнирах, неоднократно становился чемпионом Великобритании по версиям разных организаций. В 1991 году ездил тренироваться в Нидерланды, где приобрёл много бойцовского опыта, в частности ознакомился с основами японского кикбоксинга и кёкусинкай-карате. В период 1993—1996 годов вышел на международный уровень, завоевал титул чемпиона Европы по кикбоксингу, чемпиона Содружества, неоднократно был претендентом на титул чемпиона мира, но в таких титульных боях обычно терпел поражение. Особенно примечателен его поединок за вакантный титул чемпиона Европы в полутяжёлом весе, прошедший в январе 1994 года в Москве на стадионе «Олимпийский», когда в напряжённом пятираундовом противостоянии он всё же уступил голландцу Бобу Шрайберу. В 1995 году стал одним из первых британских бойцов, кого пригласили выступать в крупнейшем мировом промоушене К-1. На турнире в Праге встречался со знаменитым хорватским бойцом-ударником Мирко Филиповичем, во втором раунде получил сильное рассечение, и рефери вынужден был остановить поединок, засчитав ему поражение техническим нокаутом.
После 1996 года Хасделл долгое время не участвовал в кикбоксерских соревнованиях, целиком посвятив себя новому динамично развивавшемуся виду спорта — смешанным единоборствам. Впоследствии он лишь дважды возвращался в кикбоксинг, в 2000 году выиграл один бой и в 2002 году один бой проиграл.

### Смешанные единоборства
Дебют Хасделла в смешанных единоборствах состоялся ещё в октябре 1995 года на им же организованном турнире по кикбоксингу в Милтон-Кинс — в программу турнира были включены три поединка по «свободным правилам». В итоге он ударом колена посёк своего соперника, американца Бостона Джонса, и выиграл техническим нокаутом во втором раунде.
Начиная с 1996 года Хасделл выступал в ММА уже на серьёзном уровне, преимущественно на турнирах японского промоушена Fighting Network Rings. Значительного успеха здесь не имел, победы чередовал с поражениями, принимал участие в гран-при полутяжёлого веса, но был остановлен уже на стадии четвертьфиналов. Наиболее плодовитым для него оказался 1999 год, когда из восьми проведённых поединков он проиграл только в двух, в том числе выиграл техническим нокаутом у россиянина Ахмеда Лабазанова, но потерпел поражение единогласным решением судей от известного бразильца Ренату Собрала. В 2000 году, помимо прочего, проиграл россиянам Магомедхану Гамзатханову и Михаилу Илюхину. В декабре 2001 года встречался со знаменитым российским самбистом Фёдором Емельяненко — в первом же раунде Фёдор поймал Хасделла в «гильотину», и тот вынужден был сдаться. Завершил карьеру бойца в 2007 году после двух неудачных выступлений в местном британском промоушене Cage Rage.

## Статистика в профессиональном ММА
По данным сайта Sherdog Хасделл имеет в послужном списке 9 побед, 14 поражений, 1 ничью и 1 несостоявшийся бой. Однако в других источниках упоминаются ещё 8 неучтённых поединков, в том числе 4 победы, 2 поражения и 2 ничьи. Один из боёв был проведён по правилам Shootfight в 1995 году, один был первым поединком Хасделла в традиционных смешанных единоборствах на турнире Total Fight Night в 1997 году, остальные шесть состоялись в японском промоушене Fighting Network Rings.
| Боёв 33          | Побед 13 | Поражений 16 |
| ---------------- | -------- | ------------ |
| Нокаутом         | 7        | 4            |
| Сдачей           | 5        | 7            |
| Решением         | 0        | 5            |
| Дисквалификацией | 1        | 0            |
| Ничьи            | 3        | 3            |
| Не состоявшихся  | 1        | 1            |

| Результат    | Рекорд      | Соперник          | Способ                   | Турнир                                       | Дата             | Раунд | Время | Место                 | Примечание                                                         |
| ------------ | ----------- | ----------------- | ------------------------ | -------------------------------------------- | ---------------- | ----- | ----- | --------------------- | ------------------------------------------------------------------ |
| Поражение    | 13–16–3 (1) | Иван Серати       | Сдача (удушение сзади)   | Cage Rage 24                                 | 1 декабря 2007   | 2     | 1:34  | Лондон, Англия        |                                                                    |
| Поражение    | 13–15–3 (1) | Мариу Сперри      | Сдача (удушение сзади)   | Cage Rage 22                                 | 14 июля 2007     | 1     | 1:39  | Лондон, Англия        |                                                                    |
| Победа       | 13–14–3 (1) | Хироюки Ито       | KO (удары)               | Pain and Glory 2004                          | 24 апреля 2004   | 1     | 0:32  | Бирмингем, Англия     |                                                                    |
| Поражение    | 12–14–3 (1) | Фёдор Емельяненко | Сдача (гильотина)        | RINGS: World Title Series 5                  | 21 декабря 2001  | 1     | 4:10  | Канагава, Япония      | Полуфинал Absolute Class Tournament 2001                           |
| Победа       | 12–13–3 (1) | Георгий Тонков    | KO (летучее колено)      | RINGS: World Title Series 4                  | 20 октября 2001  | 1     | 4:22  | Токио, Япония         | Четвертьфинал Absolute Class Tournament 2001                       |
| Не состоялся | 11–13–3 (1) | Сандер Тонхаусер  | Не состоялся             | RINGS Holland: Heroes Live Forever           | 28 января 2001   | 1     | N/A   | Утрехт, Нидерланды    | Тонхаусер был дисквалифицирован, но позже результат изменили на NC |
| Поражение    | 11–13–3     | Волк-хан          | TKO (травма глаза)       | RINGS: King of Kings 2000 Block B            | 22 декабря 2000  | 2     | 0:08  | Осака, Япония         | Турнир King of Kings 2000 (1/32 финала)                            |
| Поражение    | 11–12–3     | Йоп Кастел        | TKO (травма плеча)       | RINGS Holland: Di Capo Di Tutti Capi         | 4 июня 2000      | 1     | 1:18  | Утрехт, Нидерланды    | Хасделл вывихнул плечо                                             |
| Поражение    | 11–11–3     | Михаил Илюхин     | Раздельное решение       | RINGS Russia: Russia vs. The World           | 20 мая 2000      | 3     | 5:00  | Екатеринбург, Россия  |                                                                    |
| Поражение    | 11–10–3     | Михаил Аветисян   | Сдача (удары)            | Absolute Fighting Championship 2000 (день 2) | 29 апреля 2000   | 1     | N/A   | Москва, Россия        | Четвертьфинал Absolute Fighting Championship 2000                  |
| Поражение    | 11–9–3      | Ренату Собрал     | Единогласное решение     | RINGS: King of Kings 1999 Block A            | 28 октября 1999  | 2     | 5:00  | Токио, Япония         | Турнир King of Kings 1999 (1/16 финала)                            |
| Победа       | 11–8–3      | Ахмед Лабазанов   | TKO (удар ногой)         | RINGS: King of Kings 1999 Block A            | 28 октября 1999  | 2     | 3:33  | Токио, Япония         | Турнир King of Kings 1999 (1/32 финала)                            |
| Победа       | 10–8–3      | Даве ван дер Вен  | Сдача (рычаг локтя)      | TFF (RINGS UK): KRG 5                        | 3 октября 1999   | 1     | 1:47  | Милтон-Кинс, Англия   | Защитит титул чемпиона UTF в тяжёлом весе                          |
| Ничья        | 9–8–3       | Сатоси Хонма      | Ничья                    | RINGS: Battle Genesis Vol. 5                 | 15 сентября 1999 | 1     | 20:00 | Токио, Япония         | Очки не набраны                                                    |
| Победа       | 9–8–2       | Рикардо Фиет      | Сдача (удержание пальца) | RINGS: Rise 5th                              | 19 августа 1999  | 1     | 15:01 | Иокогама, Япония      |                                                                    |
| Победа       | 8–8–2       | Рюки Уэяма        | Дисквалификация          | RINGS: Rise 2nd                              | 23 апреля 1999   | 1     | 4:18  | Осака, Япония         |                                                                    |
| Победа       | 7–8–2       | Ясухито Намэкава  | KO (колено)              | TFF (RINGS UK): Night of the Samurai 3       | 7 марта 1999     | 1     | 5:55  | Милтон-Кинс, Англия   |                                                                    |
| Поражение    | 6–8–2       | Ясухито Намэкава  | Решение судей            | RINGS: Mega battle Tournament 1998           | 23 января 1999   | 1     | 20:00 | Токио, Япония         | Хасделл лишён очков за запрещённый удар                            |
| Ничья        | 6–7–2       | Ясухито Намэкава  | Ничья                    | RINGS: Mega battle Tournament 1998           | 20 ноября 1998   | 1     | 20:00 | Осака, Япония         | Очки не набраны                                                    |
| Поражение    | 6–7–1       | Гилберт Ивел      | TKO (рассечение)         | RINGS Holland: The Thialf Explosion          | 24 октября 1998  | 1     | N/A   | Херенвен, Нидерланды  |                                                                    |
| Поражение    | 6–6–1       | Хиромицу Канэхара | Решение судей            | TFF (RINGS UK): Night of the Samurai 2       | 11 октября 1998  | 1     | 15:00 | Милтон-Кинс, Англия   | Уступил два очка.                                                  |
| Победа       | 6–5–1       | Кэнъити Ямамото   | KO (руки и колени)       | RINGS: Fighting Integration 6th              | 21 сентября 1998 | 1     | 10:56 | Иокогама, Япония      | Хасделл лишён очков за запрещённый удар                            |
| Победа       | 5–5–1       | Даве ван дер Вен  | KO (удары)               | RINGS Holland: Who's the Boss                | 7 июня 1998      | 2     | 4:47  | Утрехт, Нидерланды    |                                                                    |
| Поражение    | 4–5–1       | Хиромицу Канэхара | Решение судей            | RINGS: Fighting Integration 3rd              | 29 мая 1998      | 1     | 30:00 | Саппоро, Япония       |                                                                    |
| Победа       | 4–4–1       | Сандер Тонхаусер  | Сдача (рычаг локтя)      | TFF (RINGS UK) – Night of the Samurai 1      | 7 марта 1998     | 1     | 0:55  | Милтон-Кинс, Англия   | Выиграл вакантный титул UTF                                        |
| Поражение    | 3–4–1       | Йоп Кастел        | Сдача (замок головы)     | RINGS: Mega Battle Tournament 1997           | 25 октября 1997  | 1     | 8:55  | Токио, Япония         | Первый этап турнира Mega Battle Tournament 1997.                   |
| Победа       | 3–3–1       | Петер Дейкман     | Сдача (удушение сзади)   | TFF (RINGS UK) – Total Fight Night           | 5 октября 1997   | 1     | 4:46  | Милтон-Кинс, Англия   | Выиграл титул чемпиона UTF в тяжёлом весе                          |
| Поражение    | 2–3–1       | Масаюки Нарусэ    | Сдача (болевой на шею)   | RINGS: Fighting Extension Vol. 4             | 21 июня 1997     | 1     | 12:58 | Токио, Япония         | Четвертьфинал гран-при полутяжёлого веса                           |
| Победа       | 2–2–1       | Шон Маккалли      | Сдача (гильотина)        | RINGS: Battle Genesis Vol. 1                 | 4 апреля 1997    | 1     | 3:59  | Токио, Япония         | [ 26 ]                                                             |
| Поражение    | 1–2–1       | Ханс Нейман       | Сдача (гильотина)        | RINGS Holland: The Final Challenge           | 2 февраля 1997   | 2     | 0:51  | Амстердам, Нидерланды |                                                                    |
| Поражение    | 1–1–1       | Цимс Беземс       | TKO (рассечение)         | IMA: Battle of Styles                        | 26 октября 1996  | 1     | N/A   | Амстердам, Нидерланды |                                                                    |
| Ничья        | 1–0–1       | Андре Маннарт     | Ничья                    | RINGS Holland: Kings of Martial Arts         | 18 февраля 1996  | 2     | 5:00  | Амстердам, Нидерланды |                                                                    |
| Победа       | 1–0–0       | Бостон Джонс      | TKO (рассечение)         | RP: Fighting Arts Gala                       | 15 октября 1995  | 2     | 2:30  | Милтон-Кинс, Англия   | [ 12 ] [ 18 ]                                                      |